# ديوان الخاتم
ديوان الخاتم أسسه الخليفة معاوية لكي يمنع التزوير والغش. فإن رجلا كبيرا قد غير الرقم في أمر ليدفع له مبلغ من المال أعطاه إياه ولم يكن هذا الأمر بالدفع مختوما، والقائمون على ديوان الخاتم يتسلمون كل أمر مكتوب يصدر عن الخليفة فيطوونه عدة طيات ثم يحزونه حزا يتناول جميع الطيات ثم يدخلون في هذا الحز خيطا أو شريطا من الرق ثم يختمون على طرفي الخيط أو شريطا من الرق ثم يختمون على طرفي الخيط أو الشريط بخاتم رئيس الديوان. وقد بقي هذا الديوان حتى نحو منتصف العصر العباسي.